# Delitschia furfuracea
Delitschia furfuracea är en svampart som beskrevs av Niessl 1884. Delitschia furfuracea ingår i släktet Delitschia och familjen Delitschiaceae.  Arten är reproducerande i Sverige. Inga underarter finns listade i Catalogue of Life.